# Powiat Kitasaku
Powiat Kitasaku (jap. 北佐久郡 Kitasaku-gun) – powiat w Japonii, w prefekturze Nagano. W 2024 roku liczył 42 331 mieszkańców.

## Miejscowości
- Karuizawa
- Miyota
- Tateshina